# Una cosa bene
Una cosa bene è un singolo del gruppo musicale italiano Articolo 31, pubblicato l'8 dicembre 2023 come terzo estratto dall'ottavo album in studio Protomaranza.

## Video musicale
Il video, diretto da Fausto Lama, è stato reso disponibile in concomitanza con il lancio del singolo attraverso il canale YouTube del gruppo.

## Tracce
Testi di Alessandro Aleotti, Fausto Zanardelli e Francesca Mesiano, musiche di Vito Luca Perrini, Wladimiro Perrini, Andrea Ottaviano Delalio, Gianmarco Monteforte e Walter Mariano.
1. Una cosa bene (feat. Coma_Cose) – 2:50